# Ill-Natured
Ill-Natured è il terzo album in studio del gruppo musicale Dew-Scented, pubblicato il 1999 dalla Grind Syndicate Media. 

## Tracce
1. Embraced by Sin – 4:14
2. This Grace – 4:10
3. Simplicity in Chaos – 4:45
4. Apocalypse Inside (cover dei Sacrifice) – 3:41
5. Defiance – 6:43
6. Wounds of Eternity – 4:39
7. Idolized – 3:31
8. Skybound – 4:53
9. The Endless – 2:52

## Formazione
- Leif Jensen – voce
- Florian Müller – chitarra
- Patrick Heims – basso
- Uwe Werning – batteria